# Budzisław (województwo świętokrzyskie)
Budzisław – wieś w Polsce położona w województwie świętokrzyskim, w powiecie koneckim, w gminie Słupia Konecka.
W latach 1975–1998 miejscowość administracyjnie należała do województwa kieleckiego.
Wierni Kościoła rzymskokatolickiego należą do parafii św. Michała Archanioła w Pilczycy.
Wieś została założona przez Jacka Lipskiego, właściciela dóbr Skąpego. Był on budowniczym kościoła parafialnego w Pilczycy w połowie XIX wieku. Miał dwóch synów, Gabriela oraz Budzisława. Od ich imion nazwano dwie nowopowstałe osady: Gabrielów oraz Budzisław.
Wedle informacji zawartych w Słowniku Geograficznym Królestwa Polskiego wieś Budzisław (lub Budzisławów), przed rokiem 1880, położona była w powiecie koneckim, gminie Pijanów i parafii Pilczyca. Liczyła 48 domostw, które zamieszkiwało 292 mieszkańców.